# Katharina Komatz
Katharina Komatz (* 17. Jänner 1991 in Zell am See als Katharina Innerhofer) ist eine österreichische Biathletin. Im März 2014 gewann sie als erste Österreicherin ein Rennen im Biathlon-Weltcup.

## Karriere

### Anfänge und Weltcupdebüt (bis 2013)
Katharina Komatz stammt aus Maria Alm im Land Salzburg und startet für den SC Maria Alm. Sie begann in ihrer Schulzeit mit dem Biathlonsport. Als 13-Jährige kam sie am Schigymnasium Saalfelden in die Trainingsgruppe von Sandra Flunger, der ein Großteil der späteren Frauennationalmannschaft entstammte. Neben mehreren Erfolgen bei österreichischen Jugendmeisterschaften nahm Komatz ab 2010 auch an internationalen Nachwuchsmeisterschaften teil. Als bestes Einzelergebnis erreichte sie dabei einen 15. Rang im Sprint bei den Juniorenweltmeisterschaften 2011.
Die österreichischen Frauen spielten – anders als das Männerteam – Anfang der 2010er-Jahre nur eine untergeordnete Rolle im internationalen Biathlon. In der Nationenwertung des Weltcups war die Mannschaft nicht unter den ersten zwanzig vertreten. Der Österreichische Skiverband (ÖSV) durfte daher zu den Einzel-Wettkämpfen der obersten Rennserie lediglich ein oder zwei Athletinnen nominieren, hatte aber die Möglichkeit, Staffeln aufzustellen. Komatz, die bereits ab 2010 im zweitklassigen IBU-Cup eingesetzt worden war und dort in mehreren Rennen Punkte gesammelt hatte, fand ab Jänner 2011 regelmäßig Berücksichtigung in diesen Weltcupstaffeln. In Oberhof debütierte sie als Startläuferin und kam an der Seite von Ramona Düringer, Kerstin Muschet und Romana Schrempf auf den 14. Platz. Wenige Wochen später belegte die österreichische Staffel in ähnliche Besetzung (mit Iris Waldhuber an Muschets Stelle) den fünften Platz bei den Europameisterschaften. 2012 startete Komatz erstmals bei den Weltmeisterschaften im Erwachsenenbereich und erhielt sowohl im Staffelrennen (Platz 16) als auch im Sprint und 15-Kilometer-Einzel Einsätze, wobei sie als 78. und 96. jeweils im hinteren Feld platziert war. In der Folge wurde sie sporadisch für das Weltcupteam nominiert, ging aber im Winter 2012/13 überwiegend im IBU-Cup an den Start, wo sie unter anderem einen zehnten Rang im Sprint von Ostrov belegte und im späteren Saisonverlauf Sprintsiebte bei den Europameisterschaften wurde.

### Weltcupsieg, Krankheitspause und Rückkehr (seit 2013)

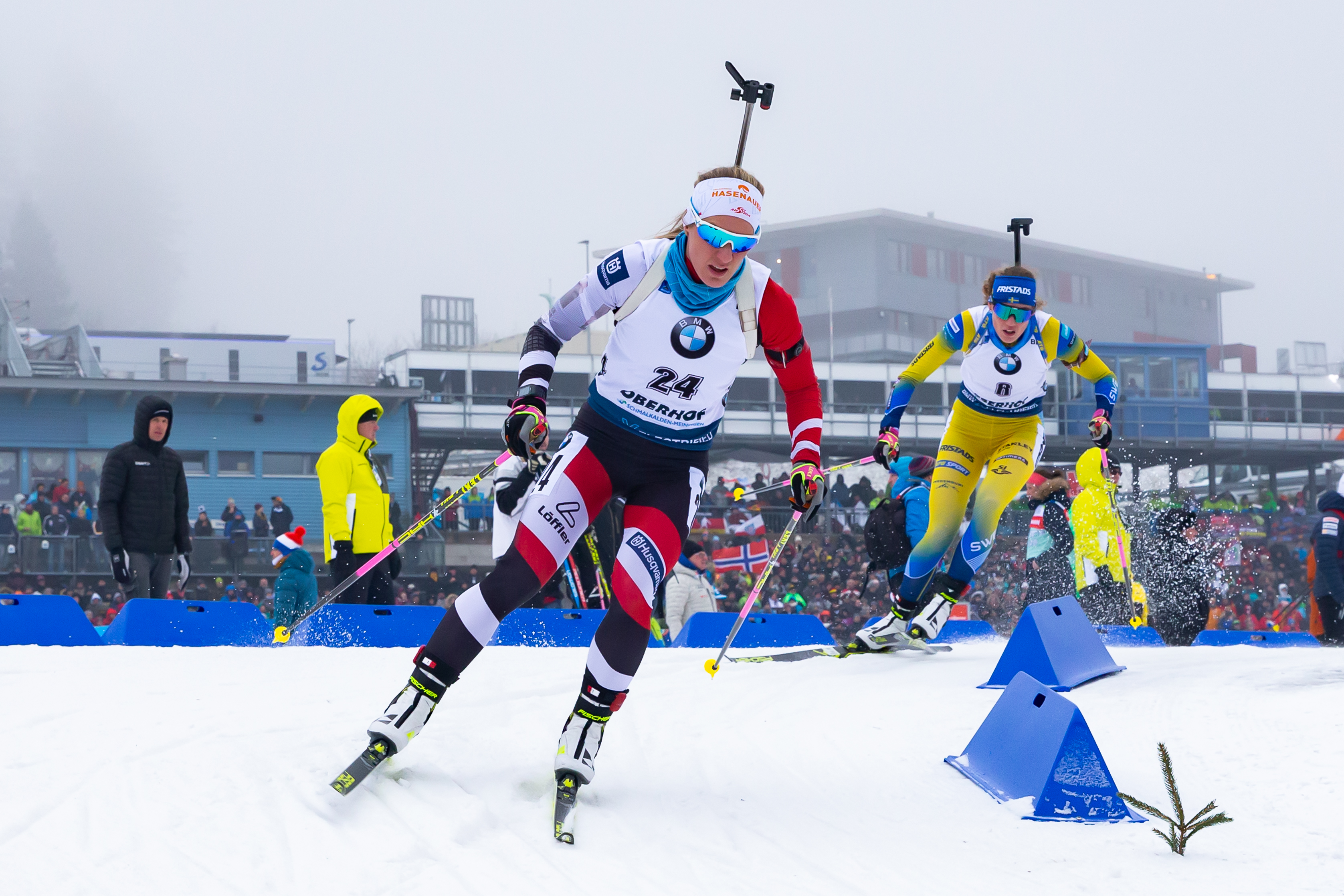
Katharina Komatz beim Weltcup in Oberhof im Jänner 2020

Der ÖSV beförderte Komatz für die Saison 2013/14 in den A-Kader, sie erhielt damit erstmals dauerhaft einen der zwei österreichischen Weltcupstartplätze und war neben Lisa Hauser die erste Österreicherin, die das Land bei olympischen Biathlonwettkämpfen vertrat. Bei den Winterspielen in Sotschi erreichte Komatz im Einzel den 28. Rang, mit der Mixed-Staffel zudem Platz neun. Ihr zunächst bestes Weltcupergebnis war ein 22. Rang, bis sie am 6. März 2014 beim Sprint auf der Pokljuka, dem ersten nacholympischen Rennen, ihren Premierensieg feiern konnte. Sie traf als eine von acht Sportlerinnen mit allen zehn Schüssen – zum ersten Mal in einem Weltcuprennen – und gewann mit 9,2 Sekunden Vorsprung auf die ebenfalls ohne Fehler gebliebene Weltcupdebütantin Darja Wirolainen aus Russland. Der erste Weltcuperfolg einer österreichischen Biathletin wurde als große Überraschung gewertet, Komatz sei eine „krasse Außenseiterin“ gewesen, die „das Rennen ihres Lebens“ gelaufen sei. In der anschließenden Verfolgung hielt sich Komatz mit vier Fehlern unter den ersten Zehn und beendete den Wettkampf als Siebte.
Mit 23 Jahren war Komatz zu Beginn des Winters 2014/15 die erfahrenste Athletin im jungen österreichischen Team, der Frauentrainer Walter Hörl sah in ihr aufgrund ihres Weltcupsieges einen „Leitwolf“. Während sich die drei Jahre jüngere Lisa Hauser aber in den folgenden Jahren mit mehreren Top-Ten-Ergebnissen in der erweiterten Weltspitze etablierte, knüpfte die an zunächst unerkanntem Pfeiffer-Drüsenfieber erkrankte Komatz nicht an ihre Leistungen vom Vorwinter an und legte nach der Diagnose ab Dezember 2015 eine Trainings- und Wettkampfpause ein. Bei ihrer Rückkehr in der Weltcupsaison 2016/17 erreichte sie in keinem Einzelrennen die Punkteränge der besten 40, bei der Heim-WM in Hochfilzen fand sie nach den Plätzen 60 und 56 in Sprint und Verfolgung keine Berücksichtigung in der Staffel. Im Dezember 2017 sammelte Komatz als 33. der Verfolgung von Annecy nach mehr als zweieinhalb Jahren wieder Punkte in einem Weltcup-Einzelrennen. Neben Hauser und Dunja Zdouc reiste sie als eine von drei österreichischen Biathletinnen zu den Olympischen Winterspielen in Pyeongchang, wo sie sich als bestes Einzelergebnis im Sprint auf Rang 29 positionierte und mit der Mixed-Staffel Zehnte wurde.
Nach mehreren Jahren ohne vorderes Ergebnis im Weltcup erreichte Komatz in der Saison 2019/20 drei Top-Ten-Resultate: Bereits beim Saisonauftakt in Östersund stellte sie als Siebte des Sprints ihr zweitbestes Karriereergebnis ein, später beendete sie in Oberhof sowohl den Sprint als auch den Massenstart als Zehnte. Als 26. des Gesamtweltcups – und damit zweitbeste Österreicherin hinter Lisa Hauser – schnitt sie in dieser Wertung besser ab als im Winter ihres Weltcupsiegs. Bei den Weltmeisterschaften 2020 führte Komatz im Massenstart das Feld nach zwei fehlerfreien Liegendschießen an, schoss aber stehend sechs Strafrunden und fiel auf Rang 19 zurück. Auch über die gesamte Saison betrachtet blieb Komatz’ Trefferquote im stehenden Anschlag mit 55 % weit hinter der im Liegendschießen mit 84 % zurück. Bereits in einem Interview von 2014 hatte sie mangelnde Konzentration beim Stehendschießen als Schwäche angegeben. Läuferisch übertraf Komatz hingegen die im Weltcup durchschnittlichen Zeiten während der Saison 2019/20 im Mittel um drei Prozent, womit sie die beste Läuferin ihres Teams war. Zwischen 2020 und 2023 erreichte Komatz im Weltcup kein weiteres Top-Ten-Ergebnis. Im Winter 2022/23 wurde sie in den IBU-Cup zurückgestuft. Auf Einladung der Langlauf-Verantwortlichen vom Österreichischen Skiverband startete sie im Februar 2023 für zwei Rennen im Skilanglauf-Weltcup und belegte bei ihren Einsätzen die Ränge 49 und 44.
Komatz ist aktive Sportlerin des Heeressportzentrums des Österreichischen Bundesheers. Als Heeressportlerin trug sie im Mai 2021 den Dienstgrad Zugsführer.

## Privates
Seit 2022 ist Katharina Innerhofer mit dem österreichischen Biathleten David Komatz verheiratet und trägt seinen Nachnamen. 2023 wurden die beiden Eltern eines Sohnes.

## Statistiken

### Weltcupsiege
| Nr. | Datum        | Ort      | Disziplin |
| --- | ------------ | -------- | --------- |
| 1.  | 6. März 2014 | Pokljuka | Sprint    |

### Weltcupplatzierungen
Die Tabelle zeigt alle Platzierungen (je nach Austragungsjahr einschließlich Olympische Spiele und Weltmeisterschaften).
- 1.–3. Platz: Anzahl der Podiumsplatzierungen
- Top 10: Anzahl der Platzierungen unter den ersten zehn (einschließlich Podium)
- Punkteränge: Anzahl der Platzierungen innerhalb der Punkteränge (einschließlich Podium und Top 10)
- Starts: Anzahl gelaufener Rennen in der jeweiligen Disziplin
- Staffel: inklusive Mixed- und Single-Mixed-Staffeln

| Platzierung               | Einzel | Sprint | Verfolgung | Massenstart | Staffel | Gesamt |
| ------------------------- | ------ | ------ | ---------- | ----------- | ------- | ------ |
| 1. Platz                  |        | 1      |            |             |         | 1      |
| 2. Platz                  |        |        |            |             |         |        |
| 3. Platz                  |        |        |            |             |         |        |
| Top 10                    |        | 3      | 1          | 1           | 22      | 27     |
| Punkteränge               | 7      | 21     | 18         | 6           | 51      | 103    |
| Starts                    | 18     | 66     | 30         | 6           | 52      | 172    |
| Stand: Saisonende 2022/23 |        |        |            |             |         |        |

### Olympische Winterspiele
Ergebnisse bei Olympischen Winterspielen:
|                                             | Einzelwettbewerbe | Einzelwettbewerbe | Einzelwettbewerbe | Einzelwettbewerbe | Staffelwettbewerbe | Staffelwettbewerbe |
| Sprint                                      | Verfolgung        | Einzel            | Massenstart       | Damenstaffel      | Mixedstaffel       |                    |
| ------------------------------------------- | ----------------- | ----------------- | ----------------- | ----------------- | ------------------ | ------------------ |
| Olympische Winterspiele 2014 \| Sotschi     | 76.               | –                 | 28.               | –                 | –                  | 9.                 |
| Olympische Winterspiele 2018 \| Pyeongchang | 29.               | 40.               | 60.               | –                 | –                  | 10.                |
| Olympische Winterspiele 2022 \| Peking      | 21.               | 22.               | 26.               | 14.               | 9.                 | –                  |

### Weltmeisterschaften
Ergebnisse bei Biathlon-Weltmeisterschaften
| Weltmeisterschaft | Weltmeisterschaft | Einzel | Sprint | Verfolgung | Massenstart | Staffel | Mixedstaffel | Single-Mixedstaffel |
| Jahr              | Ort               | Einzel | Sprint | Verfolgung | Massenstart | Staffel | Mixedstaffel | Single-Mixedstaffel |
| ----------------- | ----------------- | ------ | ------ | ---------- | ----------- | ------- | ------------ | ------------------- |
| 2012              | Ruhpolding        | 86.    | 75.    | –          | –           | 16.     | –            |                     |
| 2013              | Nové Město        | 64.    | 97.    | –          | –           | 19.     | –            |                     |
| 2015              | Kontiolahti       | 63.    | 26.    | 31.        | –           | 10. 1   | 5.           |                     |
| 2017              | Hochfilzen        | –      | 60.    | 56.        | –           | –       | –            |                     |
| 2019              | Östersund         | –      | 49.    | 40.        | –           | 16.     | 17.          | –                   |
| 2020              | Antholz           | 20.    | 19.    | 28.        | 19.         | 12.     | 8.           | –                   |
| 2021              | Pokljuka          | 46.    | 39.    | 37.        | –           | 7.      | –            | –                   |